# Emanuel Celiz
Emanuel Martin Celiz (9 de marzo de 1985, Córdoba, Argentina). En julio de 2016 fimo para jugar el Federal B  2016/17 con Jorge Newbery de Villa Mercedes, San Luis. Club del debut fue Racing de Córdoba en el año 2004

## Clubes
| Club                            | País      | Año             |
| ------------------------------- | --------- | --------------- |
| Racing de Córdoba               | Argentina | 2004 - 2005     |
| Real Murcia                     | España    | 2005 - 2006     |
| CP Cacereño                     | España    | 2006 - 2007     |
| Xerez                           | España    | 2007            |
| Talleres de Córdoba             | Argentina | 2008 - 2010     |
| Juventud Unida Universitario    | Argentina | 2010 - 2011     |
| Alumni                          | Argentina | 2011 - 2012     |
| Estudiantes de San Luis         | Argentina | 2012 - 2014     |
| Pringles de San Luis            | Argentina | 2015 - 2016     |
| Jorge Newbery de Villa Mercedes | Argentina | 2016 - presente |

## Palmarés
| Título              | Club                 | País      | Año  |
| ------------------- | -------------------- | --------- | ---- |
| Argentino B 2012/13 | Sportivo Estudiantes | Argentina | 2013 |
| Federal A 2014      | Sportivo Estudiantes | Argentina | 2014 |